# 26213 Ayani
26213 Ayani è un asteroide della fascia principale. Scoperto nel 1997, presenta un'orbita caratterizzata da un semiasse maggiore pari a 2,867410 UA e da un'eccentricità di 0,133424, inclinata di 12,372029° rispetto all'eclittica. Ha un diametro di 6,128 km.